# 血液サラサラ
血液サラサラ（けつえきサラサラ）とは、健康的な血液の流動性のイメージとして、2000年ごろからメディアに頻繁に登場した表現、またはキャッチコピーである。医学用語ではなく、はっきりとした定義はない。人工の毛細血管のモデルを通過しやすい血液の状態を表し、特定の食品を摂るとサラサラ血液になって健康に良いかもしれないといった曖昧な情報を提供するために用いられている。 
この表現の流行の火付け役は、NHKの「ためしてガッテン」とされ、1997年6月18日に『血液サラサラ健康法』が放送され、以降、番組で継続的に取り上げられるようになった。1999年の放送では、MC-FANという血液の流動性を調べる検査機器を使った映像が流され、この内容は『雑学読本 NHKためしてガッテン3』という書籍でも紹介された。しかし、このMC-FANで測定できるのは、毛細血管を通る赤血球の変形能力や血小板の固まりやすさであり、心筋梗塞などの原因になる太い血管で起こる動脈硬化とは関係がない。また、ガバーガラスの加圧具合によっても、血球の重なり具合を調整できるため、効果があるように見せかける詐欺が横行して問題になった。2007年には、詐欺容疑で逮捕者も出ている。「血液サラサラ・ドロドロ」は、健康、医学に関する偽科学でよく使われる言葉であり、「デトックス」「経皮毒」「好転反応」「免疫力」「酵素」「抗酸化作用」などと共に要注意な言葉とされている。
なお、医者がワーファリンなどの薬について「血液をサラサラにする薬」という表現を使うことがあるが、これは血小板の作用を阻害したり（抗血小板薬）、血液凝固を抑制して（抗凝固薬）、血栓ができたり血管が詰まるのを防ぐ薬の作用をわかりやすく説明するためであり、これらの薬は、「脳内出血などの出血をしやすくなる」「出血した際に出血が止まりにくくて大量出血になる」などの危険性があるため、適応を判断した上で、医療機関で処方されている。また、血液内科では多血症を、糖尿病・代謝内科や循環器内科では高血糖・高脂血症を患者に説明する際に、例え話として「血液ドロドロ」を用いることがある。
健康食品等で、「血液サラサラ（血液を浄化する）」など医薬品的な効果効能表示（店頭や説明会における口頭での説明も含む）を行うことは、医薬品、医療機器等の品質、有効性及び安全性の確保等に関する法律（薬機法、旧薬事法）で禁止されており、健康増進法や不当景品類及び不当表示防止法（景品表示法）にも違反する場合がある。

## 語源、歴史
1984年、『働き盛りの血液がサラサラになる』という本が出版された。
1990年、『血液サラサラ-突然死・過労死これで防げるあなたを心臓病から守る本』という本が出版された。この本では血中の中性脂肪などの多い高脂血症のような状態になっていない血液の状態を想像できるとして用いられている。
1994年頃、実際に血液の流れを見た上で血液の流動性の様子を、「血液サラサラ」「ドロドロ」と呼んだのは、菊池佑二と栗原毅であると著書で述べている。
NHKの「ためしてガッテン」で、1997年6月18日に『血液サラサラ健康法』が、1999年11月24日に『血液サラサラ！タマネギ料理術』が放送され、その後も頻繁に取り上げられている。2006年8月30日の「[ためしてガッテン」では、詐欺商売を批判し、詐欺で使われている手法を紹介した。

## 毛細血管モデルの観測

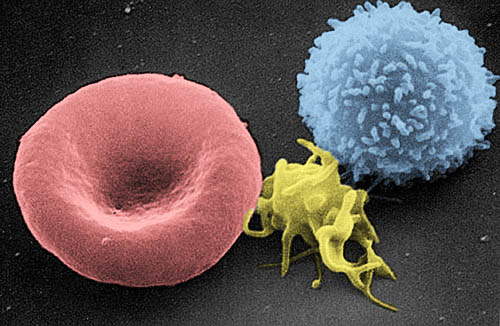
左から赤血球、血小板、白血球

人工の毛細血管に流れる血液の流動性を計測する「MC-FAN（エムシー・ファン、Micro Channel Array Flow Analyzer）」という検査機器がある。毛細血管の径は、7マイクロメートル、赤血球の径は8マイクロメートルであり、赤血球は変形しないと中を通れない。毛細血管の血流は、「赤血球が形を変える能力（変形能）」「白血球の粘着能」「血小板の固まりやすさ（凝集能）」により左右される。MC-FANは、7マイクロメートルの人工的な毛細血管に血液を流し、変形能や凝集能などを総合的に調べるものである。しかし、この装置で、「血液ドロドロ」だとしても、太い血管で起こる動脈硬化とは関係がなく、心筋梗塞や脳梗塞などの病気とは直接関連していない。また、太い血管における血液のサラサラやドロドロは、血小板や血球の量などにより変化するが、いずれも必要な成分であり、少ないのも正常ではない。
菊池佑二は、「MC-FAN」の開発者であり、赤血球の変形能を研究している。栗原毅は「MC-FAN」を臨床に応用している医師である。菊池と栗原は、毛細血管モデルを円滑に流れる血液を「サラサラ血液」、円滑に流れない血液を「ドロドロ血液」と呼んだ。
菊池は、MC-FANを用いた研究を行っている日本ヘモレオロジー学会でも、臨床に役立つかは意見の一致が得られてはいないと説明している。これは、「この検査が始まった時期が2001年と最近であるためにデータ数が少ない」「この分野に手をつけている研究者が少ない」という理由による。詐欺事件（#悪用された事例も参照）となった静止画による判定は論外だが、マイクロチャネル法（MC-FAN）でもまだ15%の誤差があり、定量化的な測定法も2005年に提唱されているため研究データが少ない。赤血球の変形能の観測と体内にある血液中成分の流動性の程度の関係や、血栓症などの疾患の関係も医学的には証明されてはいない。
血液を検査するためには採血して体外に血液を出す必要がある。体外に出た血液は赤血球が凝集し固まるが、菊池はこの凝集はドロドロ血液には関係がないと述べている。

## 血液流動性の研究家
菊池佑二は、理学博士で、毛細血管モデルによる血液の流れを観測する機器「MC-FAN 」の開発者である。1997年には、「マイクロチャネルアレイの開発と応用に関する研究」で科学技術庁長官賞を受賞している。
2004年9月7日、「血液サラサラ博士」との肩書きにてメディアに頻繁に登場し、TV番組等のために血液検査などを行っていた際の、経費上の不正行為により懲戒処分を受け、8日に依願退職した。
菊池は、自ら開発した毛細血管モデル装置を活用して、血液の流れと健康・疾患との関係に関する基礎研究を続けていた。菊池は、一般的な印象である、血液に油が溶けて血液がベタベタになっているイメージは間違いだと述べている。

## 血液サラサラにすると言われているもの
- タマネギ、ナットウキナーゼ：ためしてガッテンでは、血液をサラサラにする食品としてタマネギやナットウキナーゼなどが紹介されたが、これはin vitro（試験管で）の血液に成分を加えたものであり、口から摂取した場合の血液を調べたものではない[1][2][33]。ナットウキナーゼはタンパク質であるため、熱や胃の消化酵素で失活し、アミノ酸に分解されてから体内に吸収される[33]。
- 水の多飲：水分が足りている人が水を多めに飲んでも、すぐに腎臓が機能して尿が作られ、血液成分の恒常性が保たれるため、血中の余分な脂質などが薄まってサラサラになることはない[16]。飲水の必要量は、脱水や熱中症のリスクの有無、年齢、腎機能、基礎疾患によって個別に判断する必要があり、「水を飲めば血液がサラサラになる」というのは誤解である[16]。過剰な水分摂取により水中毒になることもある[34]。

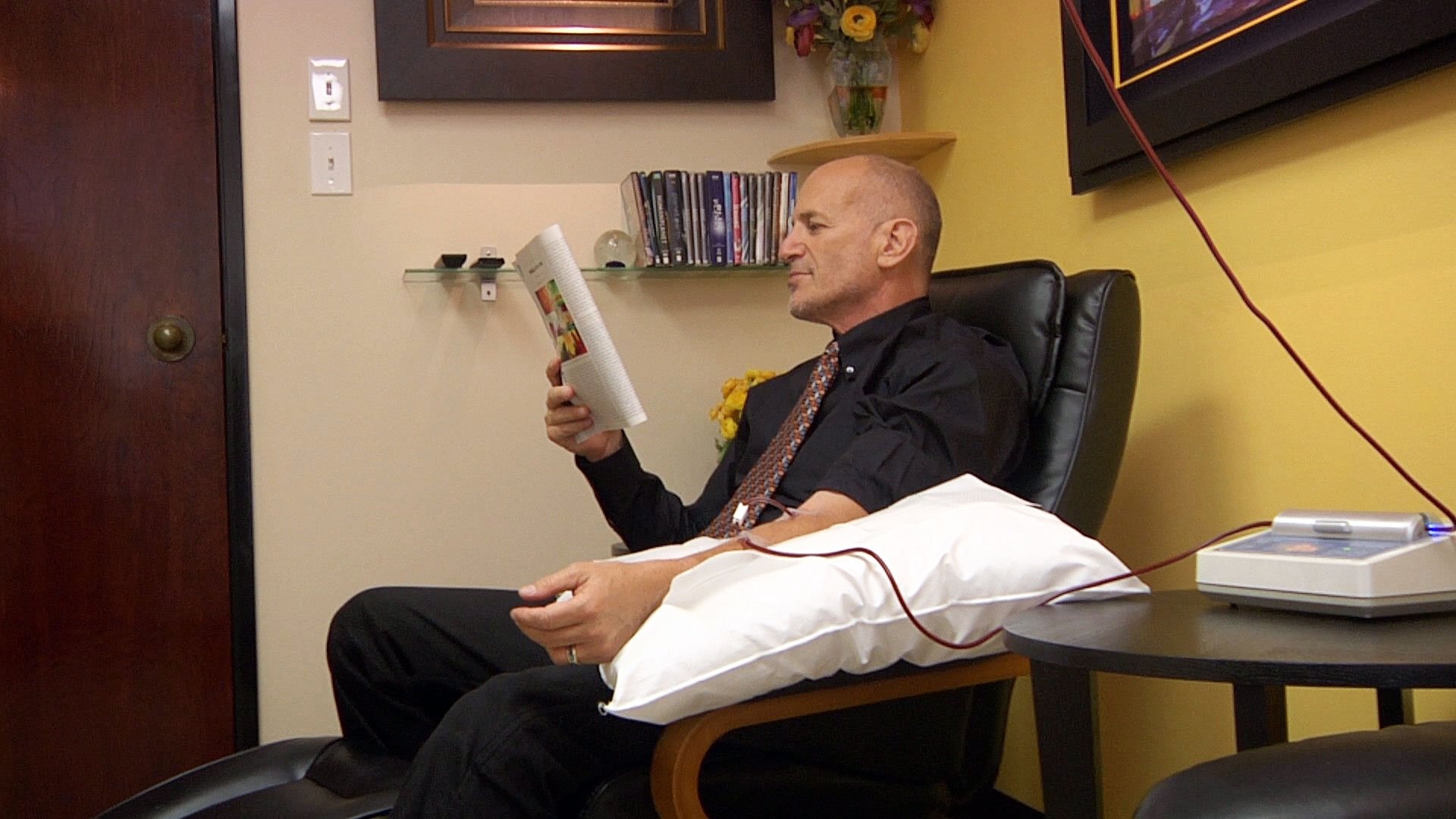
血液クレンジングを受ける人

- 血液クレンジング：血液クレンジングは、100mLほどの血液を採取し、オゾンガスを混ぜた上で静脈点滴で体内に戻すものである[35]。黒ずんだ静脈血がオゾンと反応して鮮やかな赤に変わる見た目により、血液が浄化された、効果があったと錯覚させる[35][36][37]。心筋梗塞や各種のがんに効果がある、免疫力を高めるなるなど万能であるかのように謳われているが、医学的に明確なエビデンスはなく、むしろ感染症や溶血のリスクがある[35][36][38]。血液クレンジングは、医療行為を受ける人が全額自費で負担する自由診療で行われており、国は安全性や効果を確認していない[35][38]。幻冬舎が刊行する雑誌「ゲーテ」2017年6月号で、作詞家の秋元康が血液クレンジングを受ける様子が紹介されるなど[39]、芸能人やインフルエンサー等の著名人による情報発信がきっかけで、その有効性を巡る議論が度々起きているが、インターネットの健康情報の問題に詳しい島根大学の大野智教授は「健康被害が出ない限りにおいては、すぐに問題があるとは必ずしも言えない」としながらも、治療の有効性を証明している論文が多くなく、科学的な根拠に基づいて行われている通常医療の領域外にある「代替医療」と考えるべきであると話した[40]。

## 悪用された事例
この表現に目を付けた業者によって、薬機法に抵触する販売に悪用された。菊池は赤血球の凝集を見せて高額商品を売りつけることに注意を促していた。
2006年、NHKの放送番組「ためしてガッテン」で詐欺に使われる手法が紹介された。顕微鏡で血液を見る際に、血液の多い部分に焦点を合わせると「ドロドロ」に見え、スライドガラスを指先で軽く押して血液を薄くし、赤血球の間隔を広げると「サラサラ」に見える。このように同じ血液でも細工によって、「見え方」を変えることができる。2007年3月、国民生活センターは、上記のようにやり方によって見え方が異なることを悪用し、物品やサービス（磁気ブレスレットや化粧品やエステティックサービスなど）に、絶大な効果があるかのように見せて、それを販売することが横行しているとして警告を発した。2007年11月に逮捕された事件ではこのような手口が詐欺に利用されていた。
- 2006年、顧客の血液を「ドロドロ」に見せかける血液検査を行い、銀製ブレスレットを販売していた会社が、沖縄県警に薬事法違反容疑で摘発された[6]。この会社の従業員は、血液サラサラの詐欺的商法の手口を語り、「（摘発後も）同じようなやり方を続けていた」と証言している[6]。
- 2007年6月、「ドロドロ血」と違法診断して不安をあおり、会員制健康サービスに勧誘するなどした会社が、医師法違反の疑いで捜索された[5]。
- 2007年11月、血液サラサラになるとのうたい文句で高額ブレスレットを販売していた健康器具販売会社の社長と幹部が詐欺容疑で逮捕された[8][9]。容疑者らは、1本約2万円で仕入れたゲルマニウムブレスレットを、25 - 30万円程度で販売していた[8][9]。被害者は全国で約8200名、被害総額は24億円以上にのぼる[8][9]。2006年9月に発行された 内閣府・全国消費生活相談員協会のリーフレットでは、「高齢者に『血液をサラサラにする効果』があると言って、20万円ものブレスレットを買わせる被害が出ています」「顕微鏡につないだパソコン画面を見せ『あなたの血液はドロドロ』『寿命が短い』と不安にさせ」「科学的な検査を装って、ブレスレットに『血液サラサラ効果』があると信用させる手口です」と注意を呼びかけていた[41]。